# Kickboxer 2: Godziny zemsty
Kickboxer 2: Godziny zemsty lub Kickboxer 2: Powrót (ang. Kickboxer 2: The Road Back) – film fabularny produkcji amerykańskiej z 1991 roku. Kontynuacja filmu Kickboxer (1989).

## Fabuła
David Sloan, bohater filmu, brat Kurta i Erica, prowadzi klub założony przez swoich krewnych. Pewnego dnia zachłanny twórca jednej z federacji kickboksingu składa Davidowi propozycję nie do odrzucenia – żąda, aby dołączył on do grona jego zawodników. Chłopak odmawia. Jednak za prezesem federacji stoi ktoś trzeci, ktoś potężniejszy, kto zrobi wszystko, by mieć Davida w swoich szeregach.